# Hellhammer
Hellhammer a fost o formație de heavy metal din Nürensdorf, Cantonul Zürich, Elveția, fondată în anul 1982.
În 1982 trupa era formată din Tom Gabriel Fischer, Steve Warrior și Bruce Day. Ea s-a destrămat în 1984, deoarece Ain și Fischer au format Celtic Frost.
Totuși, Hellhammer mai scoate albume, cu cântecele din perioada 82-84.